# Breda Ba.27
Die Breda Ba.27 Metallico (italienisch Der Metallene) war ein einmotoriges italienisches Jagdflugzeug aus dem Jahr 1934.

## Geschichte und Konstruktion
Die Flugzeugkonstruktion wurde von der US-amerikanischen Maschine Travel Air Model R Mystery S von 1929 beeinflusst. Die Breda Ba.27 hatte einen Metallrahmen, war aber mit Holz verkleidet. Das Fahrwerk war starr und das Cockpit offen. Man konnte die Ba.27 leicht mit der späteren Boeing P-26 verwechseln. Sie war zudem der erste italienische Tiefdecker.
Die ersten beiden Prototypen flogen 1934 und hatten noch einen Bristol-Jupiter-IV-Motor mit Townend-Ring. Am 21. Juni 1934 erreichte die Maschine 351 km/h. Beim dritten Prototyp hatte der Rumpf einen runden Querschnitt und das Cockpit war nach vorne versetzt und die Tragflächenhinterkante für bessere Sicht nach unten ausgeschnitten worden. Die überarbeitete Maschine bekam einen Sternmotor Bristol Mercury VI A, der von Alfa Romeo in Lizenz gebaut wurde. Eine Maschine wurde für Testzwecke 1936 an die 86. Squadrilia d’Assalto übergeben.
Es kam nie zu einem italienischen Serienauftrag. Stattdessen verkaufte Breda 18 Exemplare an die chinesische Regierung, davon wurden allerdings nur elf Maschinen bis zum Ausbruch des Zweiten Japanisch-Chinesischen Krieges am 7. Juli 1937 geliefert.
Die Italiener hatten vorher die SINAW (Sino-Italian National Aircraft Works) in Nanchang gegründet. Dies war ein Zusammenschluss der italienischen Flugzeughersteller (Breda, Caproni, Fiat und Savoia). Das Flugzeugwerk in Nanchang musste am 9. Dezember 1937 wegen der japanischen Angriffe geschlossen werden.
Die elf Breda-Ba.27-Maschinen gehörten zum 7th Pursuit Squadron der chinesischen Luftstreitkräfte. Über ihre Einsätze im Krieg gegen Japan ist allerdings nichts bekannt.

## Militärische Nutzung
ChinaLuftstreitkräfte der Republik China

## Technische Daten
| Kenngröße             | Daten                                                                                                |
| --------------------- | --- |
| Besatzung             | 1 |
| Länge                 | 7,67 m                                                                                               |
| Spannweite            | 10,80 m                                                                                              |
| Höhe                  | 3,81 m                                                                                               |
| Flügelfläche          | 18,85 m²                                                                                             |
| Flügelstreckung       | 6,2                                                                                                  |
| Leermasse             | 1320 kg                                                                                              |
| max. Startmasse       | 1790 kg                                                                                              |
| Antrieb               | 1 × Neunzylinder-Sternmotor Bristol Mercury VI A mit 654 PS (481 kW), Lizenzfertigung von Alfa Romeo |
| Höchstgeschwindigkeit | 380 km/h                                                                                             |
| Dienstgipfelhöhe      | 9000 m                                                                                               |
| Reichweite            | 750 km                                                                                               |
| Bewaffnung            | 2 × 7,7-mm-MG Breda-SAFAT                                                                            |